# George Pruteanu
George Mihail Pruteanu (15 de diciembre de 1947 – 27 de marzo de 2008) fue un crítico literario, periodista  y político rumano.

## Biografía
Nacido en Bucarest, su padre era Pincu Solomonovici, doctor y profesor universitario, que estudió la historia de la medicina en Moldavia. Cuando tuvo cuatro años, sus padres se divorciaron y tomó el apellido de soltera de su madre.
George Pruteanu estudió literatura en la Universidad de Iași y en la Universidad de Bucarest. En 1972, comenzó a escribir columnas en revistas de literatura como Convorbiri Literare, Contemporanul o Cronica. Después de la revolución rumana de 1989, continuó su trabajo como periodista para periódicos como Expres y Evenimentul Zilei. Entre 1995 y 1999, también fue el presentador de un programa de televisión diario de 5 minutos sobre el uso correcto de la lengua rumana ("'Doar o vorbă săț-i mai spun", un título que contiene un error deliberado y provocativo), que fue transmitido primero por Tele7ABC (1995), luego ProTV (1995-1996), TVR1 (1997-1999) y nuevamente TVR1 (2006-2008).
En 1996, fue elegido para el Senado de Rumania por el Distrito de Constanța por el Partido Nacional Campesino Cristiano Demócrata, pero renunció en 1998. En 2000, fue elegido nuevamente, en esta ocasión, en el Distrito de Bistrița-Năsăud como miembro del Partido Socialdemócrata (PSD). En 2003, renunció a su pertenencia al PSD y se unió al Partido de la Gran Rumanía (PRM), luchando por el Senado en el Distrito de Suceava en 2004.
Pruteanu presentó un proyecto de ley en 1997, que se conoció como el "Proyecto de ley Pruteanu", que exigía que todos los avisos públicos (incluidos los anuncios) en idiomas extranjeros tuvieran traducciones al rumano. Una versión recortada de este proyecto de ley fue promulgada por el Presidente de Rumania Ion Iliescu en 2004. Pruteanu también criticó la industria del entretenimiento rumana, especialmente los programas de televisión de baja calidad, a los que llamó "estiércol intelectual".
Murió en Bucarest tras sufrir un infarto el 27 de marzo de 2008. Está enterrado en el cementerio Bellu.